# 9745 Shinkenwada
9745 Shinkenwada (1988 VY) là một tiểu hành tinh vành đai chính được phát hiện ngày 2 tháng 11 năm 1988 bởi T. Seki ở Geisei.